# Јуриј Франц Кулчицки
Јуриј Франц Кулчицки (Кулчици 1640. - Беч 1694) је познат по учешћу у одбрани Беча за време турске опсаде Беча 1683. Отворио је 1683. прву кафану у Бечу.
Јуриј Франц Кулчицки је ушао у историју, као јунак, који се пробио из опсаде. Пробио се великим делом захваљујући знању турскога језика. Након што се провукао из опсаде пожурио је до пољског краља Јана III Собјеског и тако је успоставио везу са опседнутим Бечом. Собјески је Турке поразио и спасио Беч, који се налазио пред падом.
Захвални грађани Беча подигли су му споменик, којег наводно данас више нема.

## Прва кафана у Бечу
Након пораза Турака царска војска заробила је огромну количину опреме и хране. Турци су са собом носили и сирова зрна кафе (Турци су тада већ једно време конзумирали кафу, о којој на западу нису знали), која су била зеленкасте боје и налик пасуљу. Кулчицки је добио (или откупио) сирову кафу из ратнога плена. Тако је Беч добио своју прву кафану, коју је назвао Код зрна зеленог пасуља.